# Empresa Brasileira de Hemoderivados e Biotecnologia
A Empresa Brasileira de Hemoderivados e Biotecnologia, de nome comercial Hemobrás, vinculada ao Ministério da Saúde, é uma estatal com objetivo de pesquisar, desenvolver e produzir medicamentos hemoderivados e biotecnológicos para atender prioritariamente aos pacientes do Sistema Único de Saúde (SUS). Para cumprir este papel com excelência, a Hemobrás porta a maior fábrica de hemoderivados da América Latina, no município de Goiana, localizado na Região Metropolitana do Recife, em Pernambuco, além de hospedar a primeira unidade produtiva de medicamentos produzidos por biotecnologia do Brasil, para produção do Fator VIII recombinante (Hemo-8R), com capacidade produtiva de 1,2 bilhão de UI (Unidades Internacionais) por ano.

## Unidade fabril
A parque fabril da Hemobrás terá 48 mil m² de área construída, em um terreno de 25 hectares, num investimento de aproximadamente R$1,4 bilhão a fábrica terá capacidade para processar até 500 mil litros de plasma ao ano.

#### Principais blocos:[9]
Bloco B01, responsável pela armazenagem e expedição de medicamentos;
Bloco B02 é considerado o coração da fábrica de hemoderivados, e será o responsável pelo fracionamento do plasma;
Bloco B03 é responsável por realizar as etapas de envase asséptico e liofilização dos medicamentos hemoderivados, após o processo de fracionamento do plasma e formulação;
Bloco B04 tem por finalidade realizar as etapas produtivas de inspeção final e a embalagem dos medicamentos hemoderivados e recombinante produzidos pela Hemobrás;
Bloco B05, é destinado ao armazenamento dos insumos e dos medicamentos e às atividades relacionadas;
Bloco B06, neste prédio estão localizados os laboratórios de Controle de Qualidade, onde serão realizadas análises físico-químicas, bioquímicas, microbiológicas, de imunologia-hemostasia e de biologia molecular em matérias-primas, produtos intermediários e produtos acabados;
Bloco B07, acontecerá o Projeto Buriti, no qual teve suas etapas aceleradas das obras civis no terreno que corresponde o bloco.
Além dos avanços na construção do parque fabril e na incorporação da expertise para a produção local dos medicamentos - por meio de Transferências de Tecnologias (TT) com laboratórios internacionais conceituados, a Hemobrás vem mudando a qualidade de vida de pessoas com doenças graves que já recebem gratuitamente pelos produtos distribuídos ao hemocentros e centros de saúde. A estatal cumpre pauta determinada pelo Ministério da Saúde, que define a quantidade e os locais de entrega dos medicamentos no Brasil.
Até 2022, a Hemobrás já distribuiu mais de 5,5 bilhões de UI de medicamento Fator VIII recombinante (Hemo-8r). Em 2022, já foram somados mais de 1,1 milhões de frascos medicamentos hemoderivados entregues ao Ministério da Saúde.

## Produtos
A indústria farmacêutica Hemobrás, em seu pleno funcionamento, produzirá os seis hemoderivados de maior consumo no mundo: Albumina, Imunoglobulina, Fatores VIII e IX. Além destes, fabricará o recombinante Fator VIII, biofármaco produzido por engenharia genética. Ao estar apta a fabricar estes medicamentos em solo nacional, a estatal se colocará em posição de vanguarda na indústria farmacêutica mundial, contribuindo diretamente para a redução da dependência externa do Brasil quanto a estes produtos.